# Les Eaux saintes
Pour plus de détails, voir Fiche technique et Distribution.
Les Eaux saintes (An heiligen Wassern) est un film suisse réalisé par Alfred Weidenmann, sorti en 1960.

## Synopsis
Dans un petit village Suisse, l'eau est amenée par une conduite de bois régulièrement détruite par les avalanches. Un volontaire doit à chaque fois réparer et nombreux sont ceux qui sont morts en effectuant cette tâche. Aussi les volontaires sont-ils de moins en moins nombreux.

## Fiche technique
- Titre original : An heiligen Wassern
- Titre français : Les Eaux saintes
- Réalisation : Alfred Weidenmann
- Scénario : Herbert Reinecker d'après le roman de Jakob Christoph Heer
- Photographie : Otto Heller
- Musique : Hans-Martin Majewski
- Pays d'origine : Suisse
- Format : Couleurs - Mono
- Genre : drame
- Date de sortie : 1960

## Distribution
- Hansjörg Felmy : Roman Blatter
- Cordula Trantow : Binja
- Hanns Lothar : Thöni Grieg
- Karl John : Seppi Blatter, Romans Vater
- Gustav Knuth : Der Presi, Hans Waldisch, Wirt zum Bären
- Walter Ladengast : Kaplan Johannes
- John Bentley : Lemmy
- Fernand Berset